# Damage control (kirurgi)
Damage control är ett begrepp inom kirurgi som är aktuellt vid buktrauma och innebär den snabba behandling man ger patienter för att den ska överleva då fullständig behandling inte är möjlig utan att patienten dör. Den slutgiltiga behandlingen får patienten istället i senare skede då den mår bättre och läget är mer stabilt.
Damage control definieras som primär kirurgi begränsad till enkla och snabba åtgärder i syfte att rädda liv och minska risken för svåra komplikationer med reparativ kirurgi vid en senare fas efter fysiologisk normalisering.
Vid en massiv blödning blir patienten hypoterm, acidotisk och får koagulopati. Indikationer för Damage control är uttalad cirkulatorisk instabilitet, mindre än 7,3 i pH-värde, temperatur på mindre än 35 grader, tecken på blödning som kräver mer än 10 enheter blodtransfusion, diffus blödning, trombcytopeni eller patologiskt koagulationsstatus.
Syftet med Damage control är att få kontroll över blödning, förhindra kontamination och skydda från ytterligare skada.